# 16. duben
16. duben je 106. den roku podle gregoriánského kalendáře (107. v přestupném roce). Do konce roku zbývá 259 dní. Svátek má Irena.

## Události

### Česko
- 1880 – Belgická firma Parrau a spol. zahájila osobní lodní dopravu po Vltavě uvnitř Prahy. Dopravu obstarávaly 4 malé vrtulové parníčky.
- 1919
  - V ČSR přijat zákon o pozemkové reformě (tzv. záborový zákon), zásah státu do vlastnictví zejména zemědělských pozemků.
  - Proběhlo další rozšíření Brna o 23 okolních obcí, čímž vzniklo tzv. Velké Brno.
- 1940 – V Brně proběhla premiéra opery E. F. Buriana Maryša.
- 1945 – Letadla rumunského leteckého sboru ze základny v Piešťanech bombardovala Staré Město u Uherského Hradiště, především cukrovar a okolí železniční stanice.
- 1950 – První koncert nově vzniklého Vlachova kvarteta. Zakladatelem kvarteta je první houslista Josef Vlach, dále pak Václav Snítil (druhé housle), Josef Koďousek (viola) a Viktor Moučka (violoncello).
- 1974 – Štěpán kardinál Trochta, poslední rozloučení v Litoměřicích za účasti arcibiskupa Karola Wojtyly
- 1991 – Firma Škoda Auto byla spojena s německou automobilkou Volkswagen.
- 1997 – Česká vláda Václava Klause přijala tzv. první balíček úsporných opatření k nápravě české ekonomiky

### Svět
- 0073 – Římané po tříletém obléhání dobyli pevnost Masada, čímž ukončili židovské povstání proti Římu. Všechny obránce pevnosti, vedené Elazarem ben Ja'irem, našli mrtvé. Raději zvolili hromadnou sebevraždu, než aby upadli do rukou Římanů a byli prodáni do otroctví.
- 1346 – Ve Skopje byla na Velikonočním setkání vyhlášena Srbská říše a Štěpán Dušan korunován jako car většiny Balkánu.
- 1521 – Náboženský reformátor Martin Luther přišel na říšský sněm ve Wormsu.
- 1632 – Albrecht z Valdštejna byl jmenován vrchním velitelem císařských vojsk.
- 1705 – Anglická královna Anna Stuartovna povýšila do šlechtického stavu Isaaca Newtona.
- 1746 – V bitvě u Cullodenu porazilo britské vojsko krále Jiřího II. jakobitskou armádu Karla Eduarda Stuarta.
- 1909 – Jana z Arku byla blahoslavena v Římě papežem Piem X.
- 1917 – Vladimir Iljič Lenin se vrátil z finského exilu do Petrohradu.
- 1922 – Byla podepsána Rapallská smlouva (1922) mezi Německem a Sovětským Ruskem. Byly tím obnoveny diplomatické styky mezi oběma zeměmi, které se zřekly navzájem náhrady válečných škod a přiznaly si doložku nejvyšších výhod.
- 1924 – Sloučením 3 filmových společností Metro Pictures, Goldwyn Pictures a Louis B. Meyer Pictures vznikla v Hollywoodu nová filmová společnost Metro-Goldwyn-Mayer (MGM).
- 1941 – Druhá světová válka: proběhla námořní bitva u Kerkenny.
- 1943 – Doktor Albert Hofmann objevil psychedelické účinky LSD.
- 1945
  - Sovětská ponorka L-3 torpédovala a potopila německou dopravní loď Goya. Zahynulo 6 až 7 tisíc osob, jedná se o druhou největší námořní katastrofu v dějinách.
  - Druhá světová válka: začala bitva o Berlín.
  - Ve středoslovenské obci Ladce bylo jako reakce na zadržení dvou příslušníků gestapa zatčeno 20 místních občanů a následně postříleno na nádvoří místní cementárny.
- 1972 – Odstartovalo Apollo 16 směrem k Měsíci
- 2007 – Došlo k masakru na Virginském polytechnickém institutu a státní univerzitě.
- 2009 – Formálně se ukončila Druhá čečenská válka
- 2011 – Byla rozpuštěna národní demokratická strana (Egypt)

## Narození

### Česko

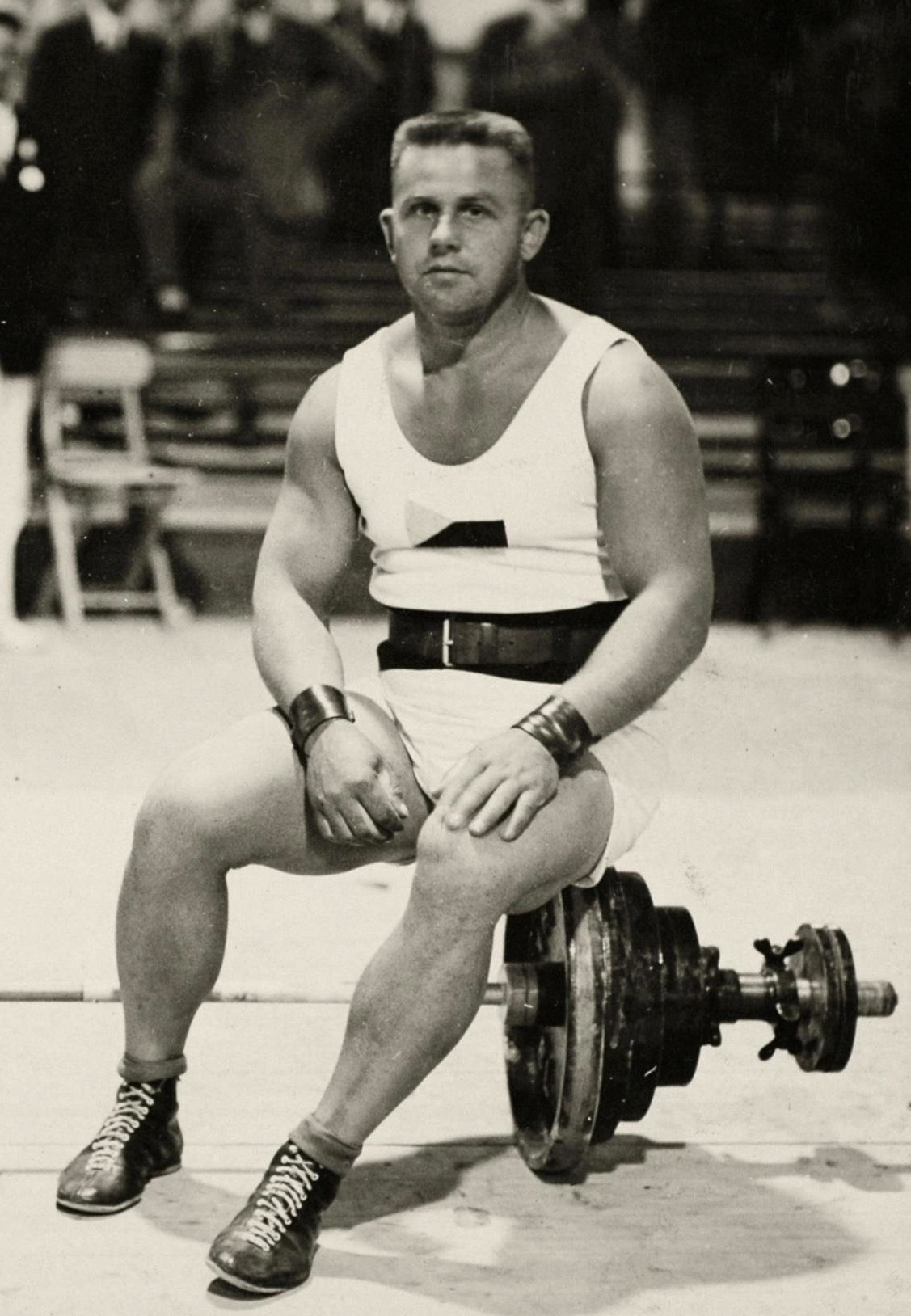
Jaroslav Skobla (* 1899)

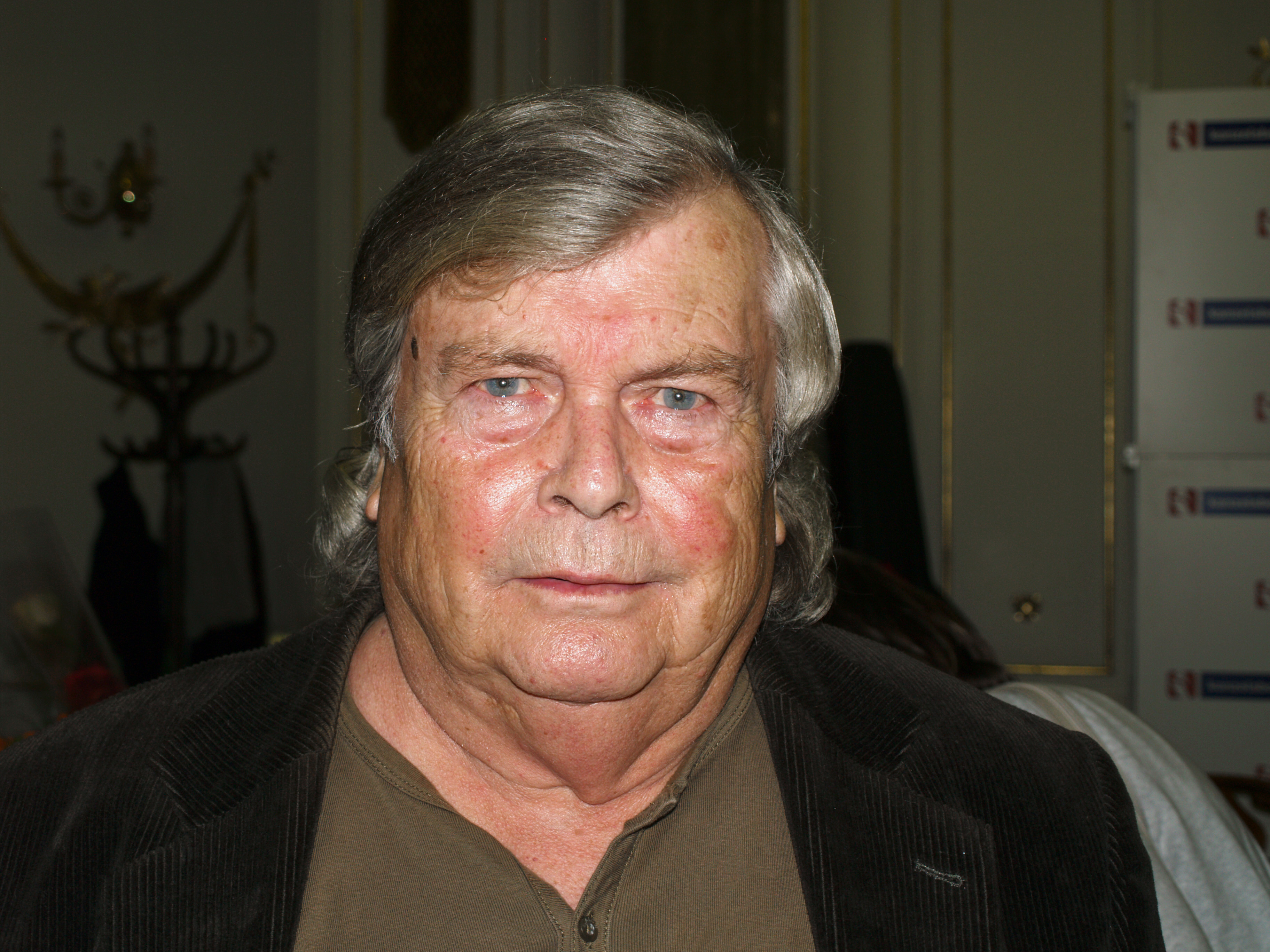
Pavel Vrba (* 1938)

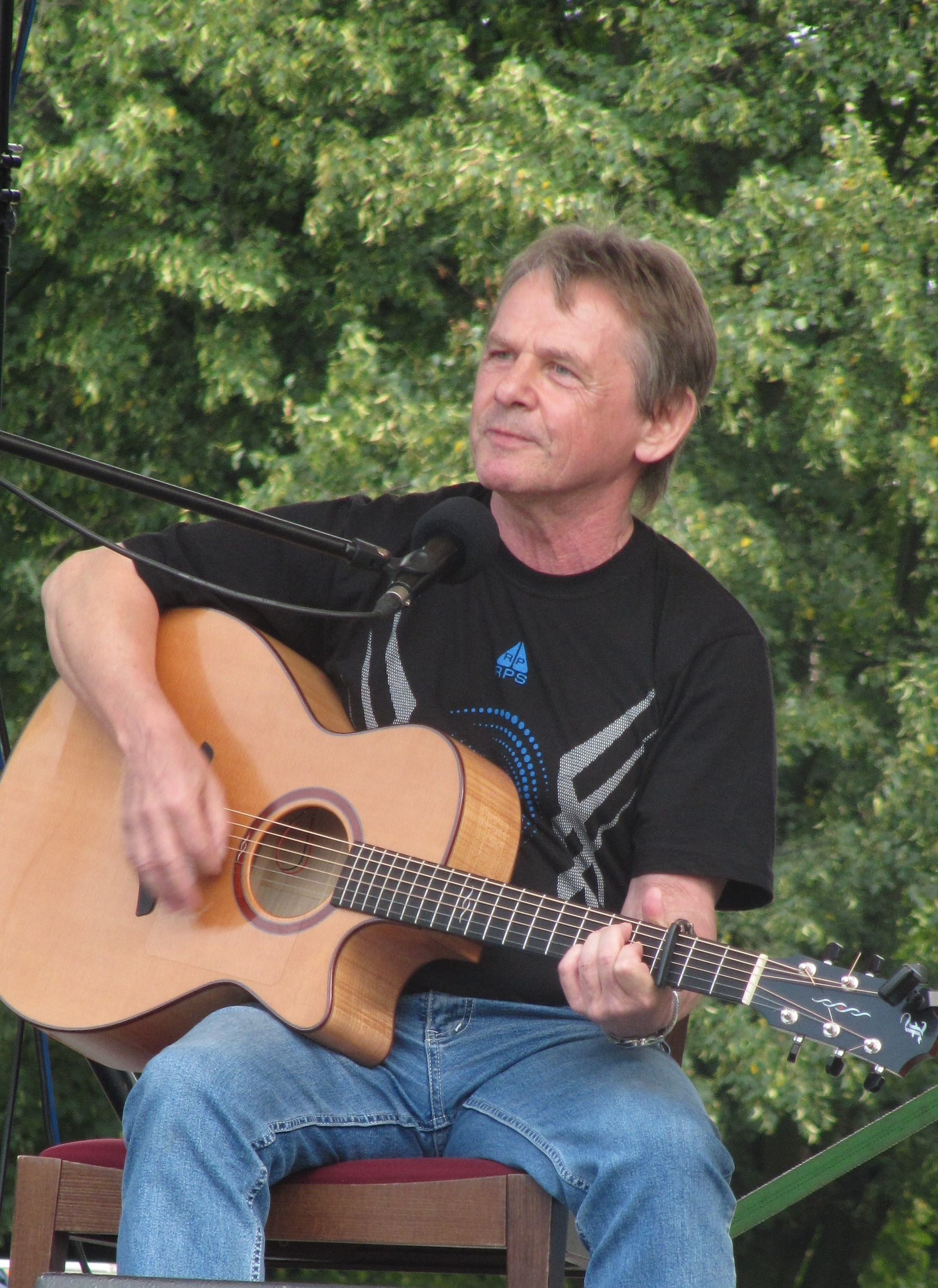
Vojta Kiďák Tomáško (* 1947)

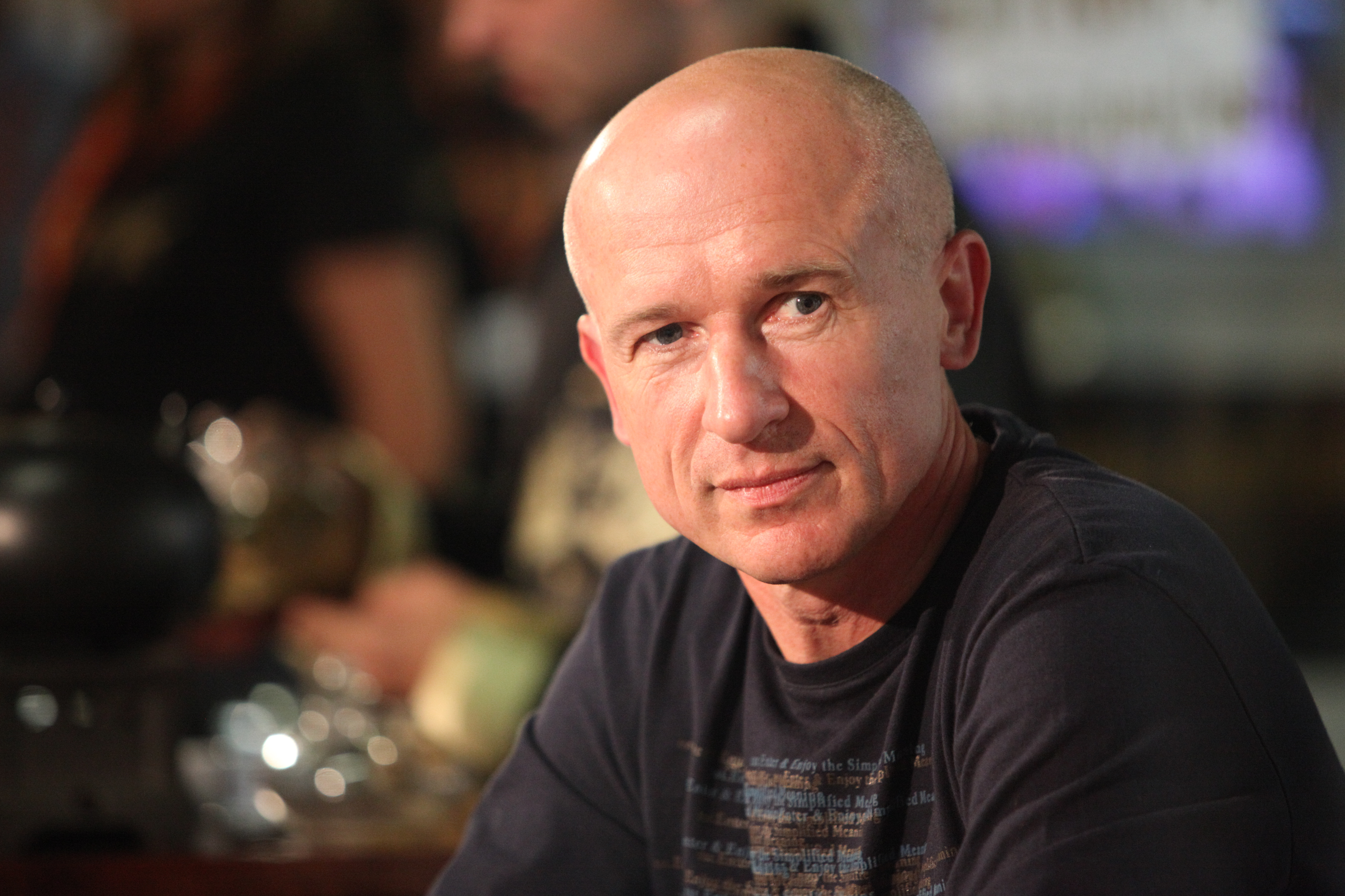
Zdeněk Tyc (* 1956)

- 1679 – Jan Jiří Ignác Středovský, katolický kněz a historik († 18. srpna 1713)
- 1697 – Jan Antonín Scrinci, lékař a fyzik, rektor UK († 28. dubna 1773)
- 1762 – Ignác Václav Rafael, hudební skladatel († 23. dubna 1799)
- 1815 – Josef Fischer, lékař a český národní buditel († 11. července 1894)
- 1838 – Karel Bendl, skladatel a sbormistr († 20. září 1897)
- 1844 – Josef Dumek, zemědělský pedagog a spisovatel († 14. prosince 1903)
- 1848 – Karel Zahradník, matematik († 23. dubna 1916)
- 1852 – Jan Ladislav Sýkora, teolog, rektor Univerzity Karlovy († 26. srpna 1923)
- 1858 – Karel Maloch, fotograf († 1933)
- 1863 – Ludvík Kuba, spisovatel a malíř († 30. listopadu 1956)
- 1873 – Jan Nepomuk Polášek, skladatel a sběratel lidových písní († 3. dubna 1956)
- 1875 – Jiří Herold, violista, koncertní mistr České filharmonie († 13. listopadu 1934)
- 1877 – Julius Morman, hudební skladatel († 13. dubna 1942)
- 1879 – Anežka Hrůzová, švadlena a oběť rituální vraždy († 29. března 1899)
- 1882
  - Jaromír John, spisovatel († 24. dubna 1952)
  - Rudolf Jung, československý politik, významný člen NSDAP († 11. prosince 1945)
- 1884 – Rudolf Veselý, pedagog a mykolog († 3. listopadu 1966)
- 1886 – Cyril Svozil, československý fašistický politik († ? 1935)
- 1895 – Vilém Gajdušek, konstruktér optických přístrojů († 22. ledna 1977)
- 1896 – Jožka Jabůrková, politička († 31. července 1942)
- 1893 – Alois Šmolík, letecký konstruktér († 28. července 1945)
- 1899 – Jaroslav Skobla, československý vzpěrač, zlato na OH 1932 († 22. listopadu 1959)
- 1904 – Rudolf Janíček, indolog, spisovatel a překladatel († 6. října 1988)
- 1908 – Ladislav Brom, herec, tanečník a filmový režisér († 22. ledna 1969)
- 1918 – Vladimír Pachman, šachový skladatel a publicista († 8. srpna 1984)
- 1921 – Přemysl Hauser, jazykovědec († 10. března 2011)
- 1923 – Jaroslav Prokopec, ministr zdravotnictví Československa († 1991)
- 1924 – Gertruda Grubrová-Goepfertová, malířka, grafička, básnířka a spisovatelka († 30. července 2014)
- 1928 – Václav Junek, trumpetista a pedagog († 29. ledna 1976)
- 1930 – Jiří Dunovský, pediatr († 13. června 2015)
- 1932 – Přemysl Blažíček, literární historik a kritik († 26. dubna 2002)
- 1935
  - Eduard Krützner, hráč a trenér ragby, prezident České rugbyové unie
  - Miloslav Pěnička, hudební skladatel žijící v Austrálii
- 1938
  - Pavel Vrba, básník, publicista a písňový textař († 7. září 2011)
  - Jan Rokyta, cimbalista a herec († 22. července 2012)
- 1940 – Tomáš Sláma, herec, scenárista, konferenciér, redaktor († 15. června 2004)
- 1941 – Anna Valentová, překladatelka
- 1944 – Josef Fabián, regionální kulturní pracovník, divadelník a publicista, politik († 12. března 2012)
- 1947
  - Zdeněk Kluka, bubeník a zpěvák
  - Vojta Kiďák Tomáško, písničkář
- 1949 – Vlado Ríša, překladatel a spisovatel
- 1951 – Petr Hadrava, astrofyzik
- 1952
  - František Krahulec, botanik
  - Jitka Smutná, herečka a moderátorka
- 1954 – Jan Malý, fotograf
- 1955
  - Martin Filipec, oftalmolog a vědec
  - Alipi Kostadinov, cyklista, bronzová na OH 1980
  - Jaromír Krosch, výtvarník
- 1956 – Zdeněk Tyc, filmový a televizní režisér a scenárista
- 1964 – Ivo Fencl, spisovatel a publicista
- 1975 – Sandra Pogodová, herečka
- 1978 – Lucie Borhyová, televizní moderátorka
- 1984 – Jakub Hyman, sáňkař a olympionik
- 1992 – Tereza Vágnerová, muzikálová zpěvačka

### Svět

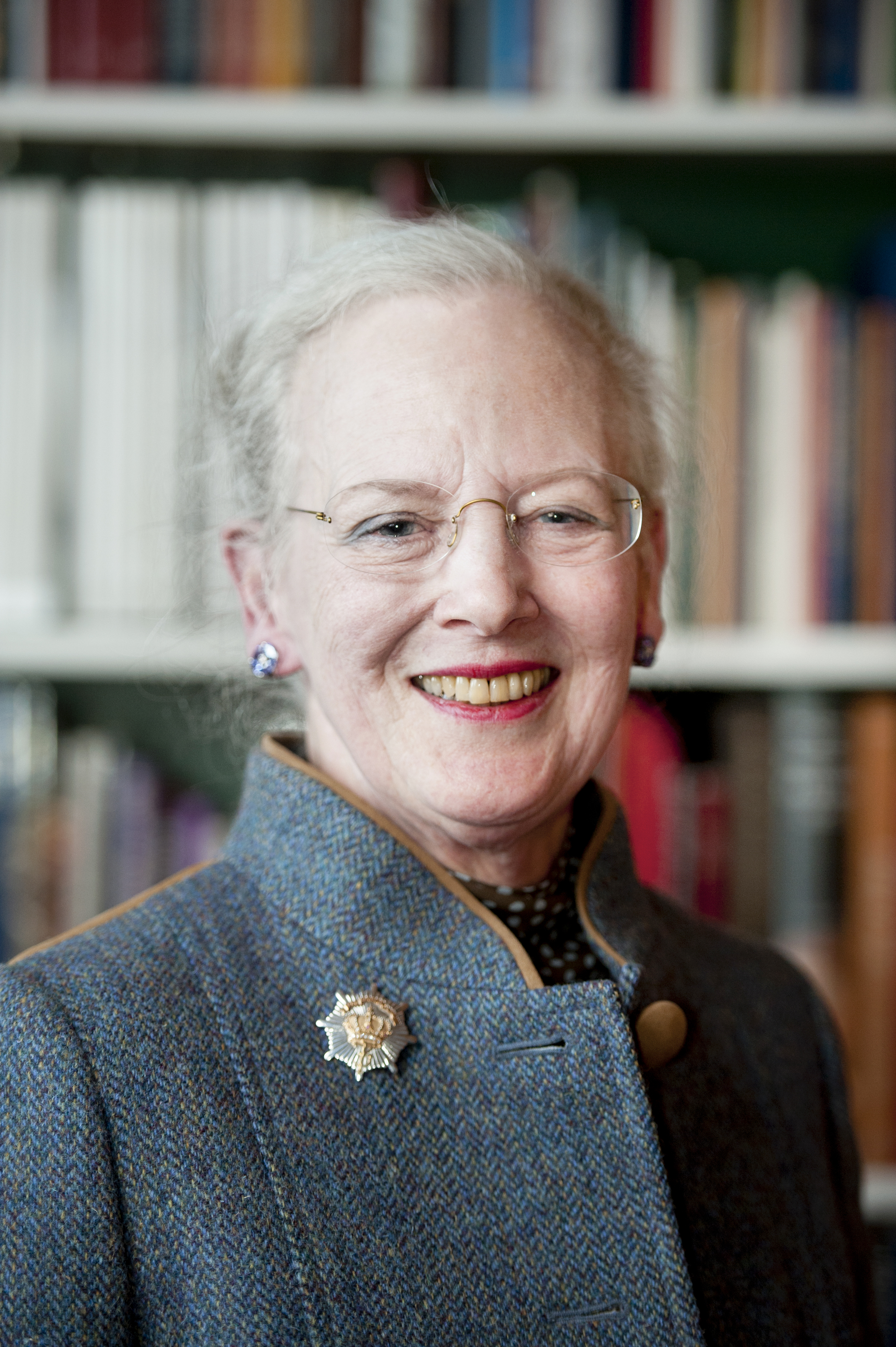
Markéta II. (* 1940)

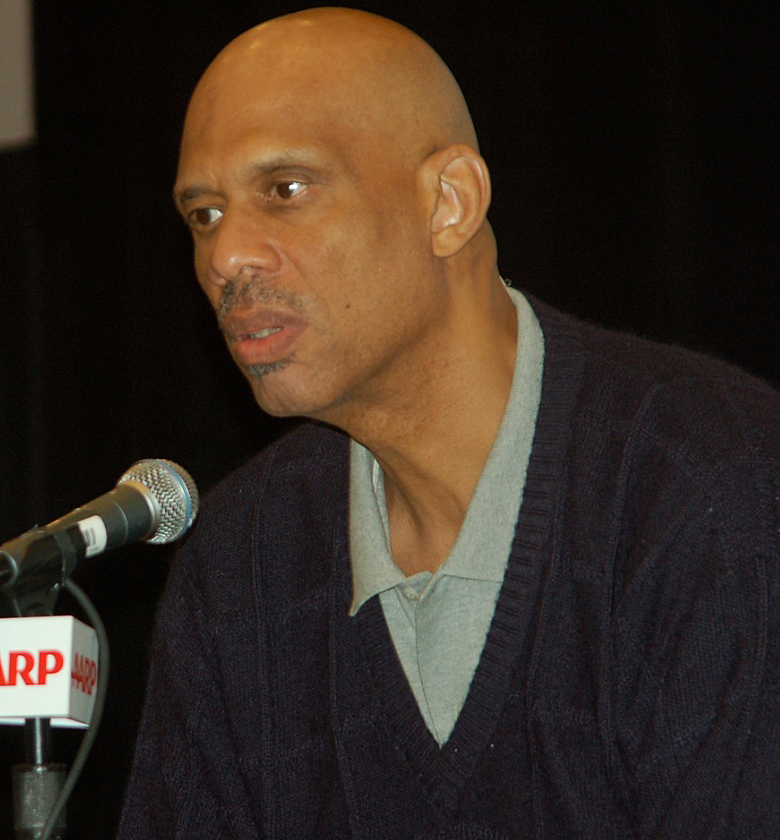
Kareem Abdul-Jabbar (* 1947)

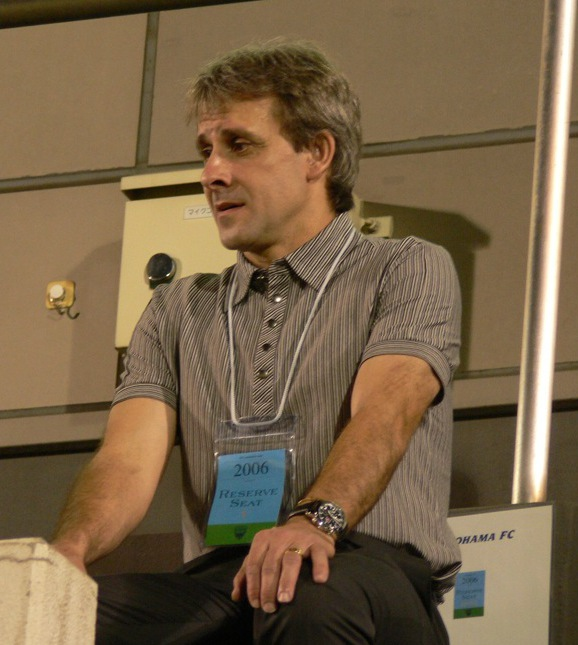
Pierre Littbarski (* 1960)

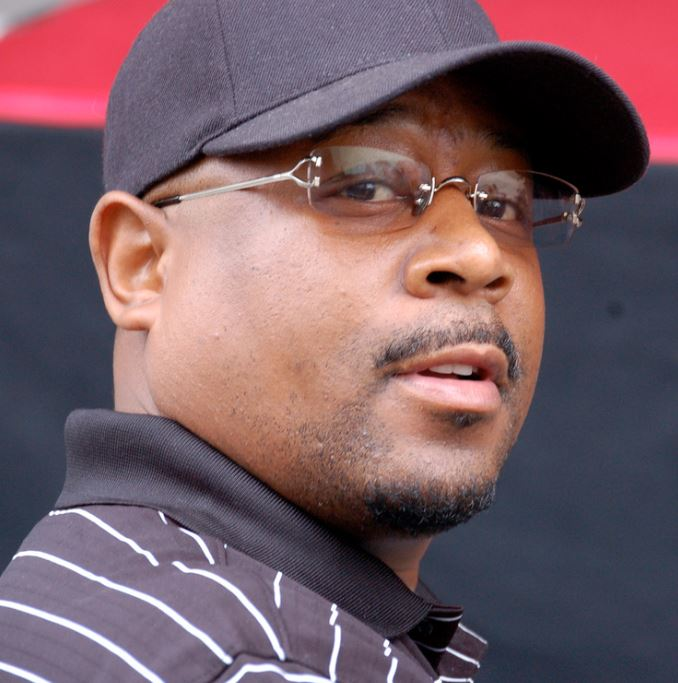
Martin Lawrence (* 1965)

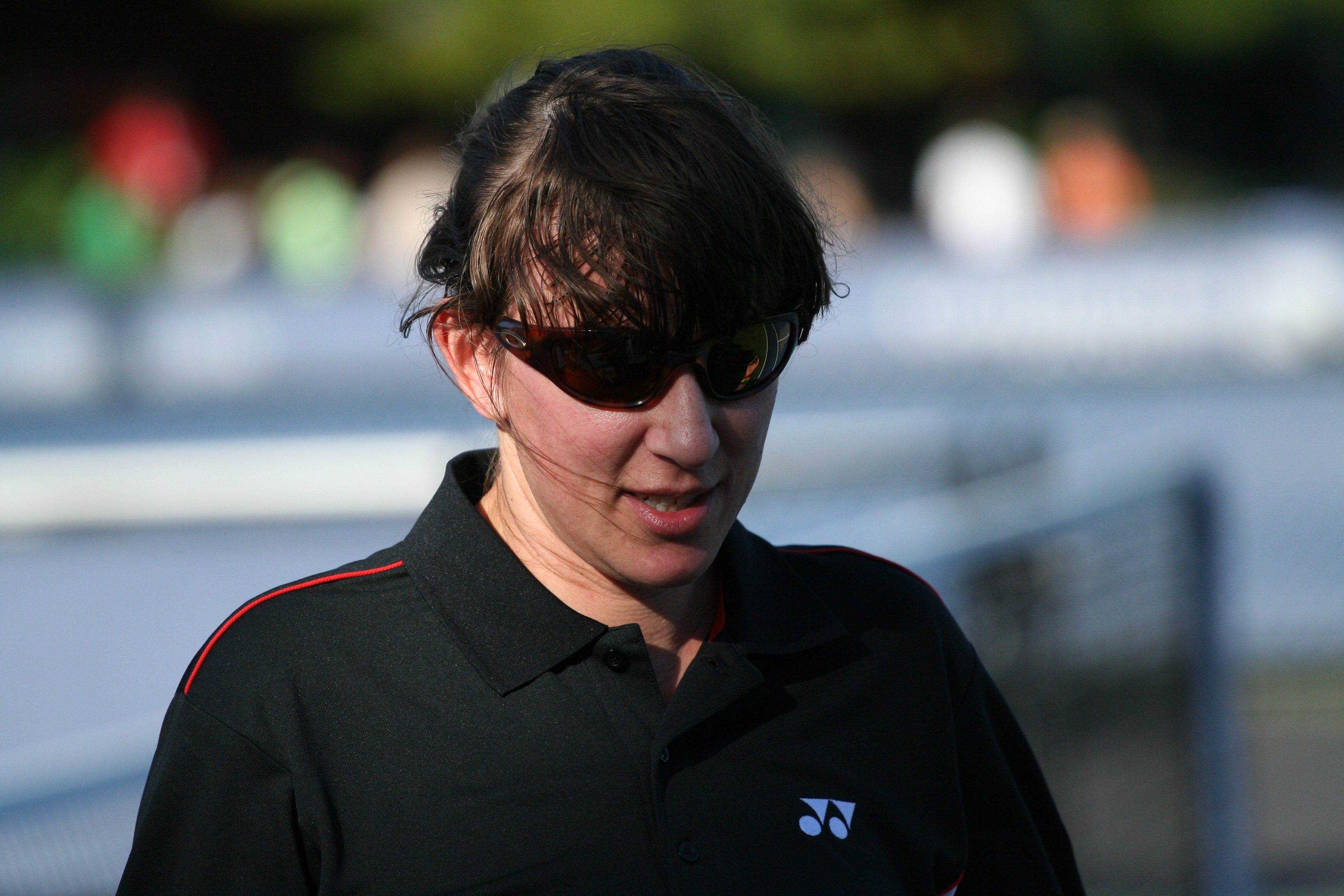
Nataša Zverevová (* 1971)

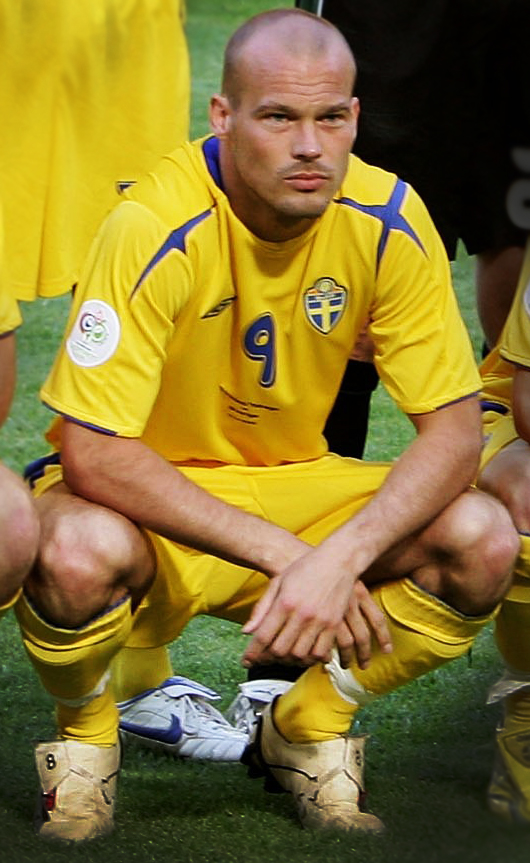
Fredrik Ljungberg (* 1977)

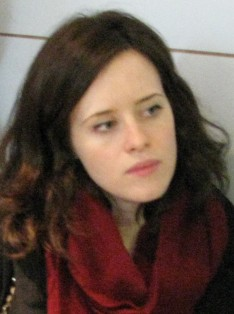
Claire Foy (* 1984)

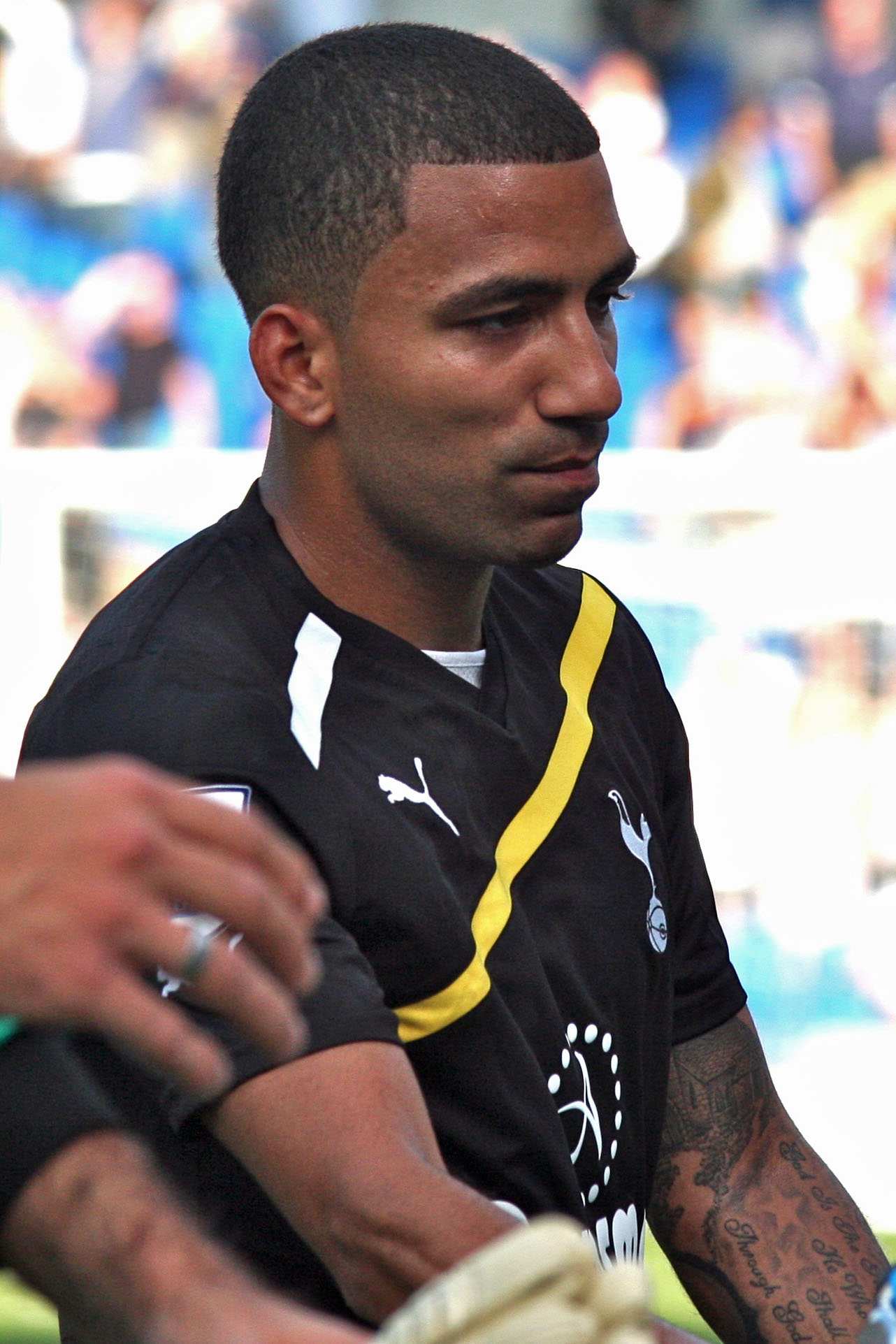
Aaron Lennon (* 1987)

- 1167 – Fridrich V. Švábský, švábský vévoda, velitel třetí křížové výpravy († 20. ledna 1191)
- 1466 – Ján IV. Turzo, slezský katolický biskup († 2. srpna 1520)
- 1495 – Petr Apian, německý matematik, astronom a kartograf († 25. dubna 1552)
- 1497 – Motonari Móri, japonský daimjó († 6. července 1571)
- 1607 – Mikuláš Jindřich, vévoda Orleánský, syn francouzského krále Jindřicha IV. († 17. listopadu 1611)
- 1646 – Jules Hardouin-Mansart, francouzský architekt († 11. května 1704)
- 1648 – Antoine de Pas de Feuquières, francouzský generál († 27. ledna 1711)
- 1693 – Anna Žofie Reventlow, manželka dánského krále Frederika IV. († 7. ledna 1743)
- 1728 – Joseph Black, skotský fyzik a chemik († 6. prosince 1799)
- 1755 – Élisabeth Vigée-Lebrun, francouzská malířka († 30. března 1842)
- 1783 – Joachina de Vedruna, katolická řeholnice a světice († 28. srpna 1854)
- 1802 – François-Christophe-Edouard Kellermann, francouzský politik († 2. října 1868)
- 1808 – Eugène Emmanuel Amaury Duval, francouzský malíř († 25. prosince 1885)
- 1821 – Ford Madox Brown, anglický malíř narozený ve Francii († 6. října 1893)
- 1822 – Karl Theodor Robert Luther, německý astronom († 15. února 1900)
- 1832 – Ernst Giese, německý architekt († 12. října 1903)
- 1844 – Anatole France, francouzský básník a prozaik († 12. října 1924)
- 1863 – Émile Friant, francouzský malíř († 9. června 1932)
- 1867 – Wilbur Wright, jeden z tvůrců prvního letadla těžšího než vzduch († 30. května 1912)
- 1868 – Pavle Popović, srbský profesor filosofie a publicista († 4. června 1939)
- 1871 – John Millington Synge, irský spisovatel († 24. března 1909)
- 1879 – Léon Théry, francouzský automobilový závodník († 8. března 1909)
- 1881
  - Anselm Polanco, blahoslavený, španělský mučedník († 7. února 1939)
  - Edward Frederick Lindley Wood, britský konzervativní politik († 23. prosince 1959)
  - Sergej Kameněv, sovětský vojenský velitel († 25. srpna 1936)
- 1883 – Vladimir Kappel, ruský vojenský velitel († 26. ledna 1920)
- 1884 – Jakub Szynkiewicz, polský muftí během světových válek († 1966)
- 1886 – Ernst Thälmann, německý komunistický politik († 18. srpna 1944)
- 1887 – Timofej Sapronov, bolševické revolucionář a sovětský politik († 28. září 1937)
- 1889 – Charlie Chaplin, anglický filmový tvůrce († 25. prosince 1977)
- 1896 – Tristan Tzara, francouzský básník, zakladatel dadaismu († 27. prosince 1963)
- 1897 – Arthur Hoerée, belgický skladatel a kritik († 2. června 1986)
- 1906 – James E. Kyes, americký námořní důstojník, hrdina († 23. prosince 1943)
- 1907 – Joseph-Armand Bombardier, kanadský vynálezce († 18. února 1964)
- 1908 – Ellis Marsalis, americký podnikatel († 19. září 2004)
- 1919 – Merce Cunningham, americký choreograf moderního tance († 26. července 2009)
- 1921 – Peter Ustinov, anglický herec a spisovatel († 28. března 2004)
- 1922
  - Kingsley Amis, anglický spisovatel a básník († 22. října 1995)
  - Leo Tindemans, premiér Belgie († 26. prosince 2014)
- 1924 – Henry Mancini, americký skladatel a dirigent († 14. června 1994)
- 1927 – Benedikt XVI., 265. papež římskokatolické církve († 31. prosince 2022)
- 1930 – Herbie Mann, americký jazzový flétnista († 1. července 2003)
- 1932 – Imre Polyák, maďarský zápasník, olympijský vítěz († 15. prosince 2010)
- 1935
  - Adi Enders, německý cirkusový artista, drezér, krotitel a klaun
  - Bobby Vinton, americký zpěvák
- 1938 – Rudolf Sloboda, slovenský prozaik († 6. října 1995)
- 1939 – Dusty Springfield, britská zpěvačka († 2. března 1999)
- 1940
  - Rudolf Machovič, slovenský básník a publicista († 10. května 1994)
  - Markéta II., dánská královna
- 1941 – Vittorio Messori, italský politolog a novinář
- 1942 – Dave Draper, americký kulturista, herec a spisovatel († 30. listopadu 2021)
- 1943 – Chris Youlden, britský zpěvák († 4. dubna 2025)
- 1945 – Ivan Marton, slovenský muzikolog, hudební dramaturg a politik
- 1946
  - Mordechaj Geldman, izraelský spisovatel, básník, fotograf a psycholog († 8. října 2021)
  - Jiří Štěpnička, český herec
  - Pēteris Vasks, lotyšský hudební skladatel
  - Maciej Wojtyszko, polský divadelní a filmový režisér, dramatik, spisovatel
- 1947
  - Kareem Abdul-Jabbar, americký profesionální basketbalista a herec
  - Lee Kerslake, britský bubeník v rockové skupině Uriah Heep († 19. září 2020)
  - Ján Lehotský, slovenský zpěvák a skladatel
  - Gerry Rafferty, skotský zpěvák a písničkář († 4. ledna 2011)
- 1948
  - Tena Elefteriadu, česká zpěvačka
  - Robert Kirby, britský hudebník a aranžér († 3. října 2009)
- 1950 – Billy West, americký dabér a hudebník
- 1951 – Ioan Mihai Cochinescu, rumunský spisovatel a esejista
- 1954
  - Sibylle Lewitscharoffová, německá spisovatelka († 13. května 2023)
  - DJ Kool Herc, jamajský diskžokej
  - Henri, lucemburský velkovévoda
- 1956
  - T Lavitz, americký jazz rockový klávesista, skladatel († 7. října 2010)
  - David Brown, americký vojenský lékař a astronaut († 1. února 2003)
  - Martin Hughes-Games, britský producent a moderátor přírodovědných dokumentů
- 1958 – Vladimír Čáp, slovenský scénograf
- 1959 – Michael Barratt, americký astronaut
- 1960
  - Miroslav Dvorský, slovenský operní zpěvák
  - Pierre Littbarski, německý fotbalista
- 1964 – Esbjörn Svensson, švédský jazzový pianista († 14. června 2008)
- 1965
  - Jon Cryer, americký herec, scenárista a producent
  - Martin Lawrence, americký herec
- 1971
  - Sven Fischer, německý biatlonista
  - Selena, mexicko-americká zpěvačka († 1995)
  - Nataša Zverevová, běloruská tenistka
- 1972 – Conchita Martínezová, španělská tenistka
- 1973
  - Akon, americký zpěvák
  - Andreas Bindhammer, německý sportovní lezec
- 1975 – Euros Childs, velšský hudebník
- 1976 – Vojin Prole, srbský fotbalista
- 1977
  - Andrej Kollár, slovenský hokejista
  - Fredrik Ljungberg, švédský fotbalista
- 1979 – Christijan Albers, nizozemský automobilový závodník
- 1981 – Stanislav Velický, slovenský fotbalista
- 1984 – Claire Foyová, britská herečka
- 1985 – Taye Taiwo, nigerijský fotbalista
- 1987 – Aaron Lennon, anglický fotbalista
- 1988 – Marko Milinković, srbský fotbalista

## Úmrtí

### Česko

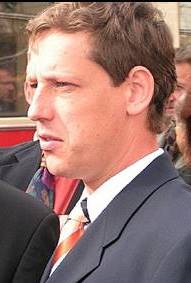
Stanislav Gross († 2015)

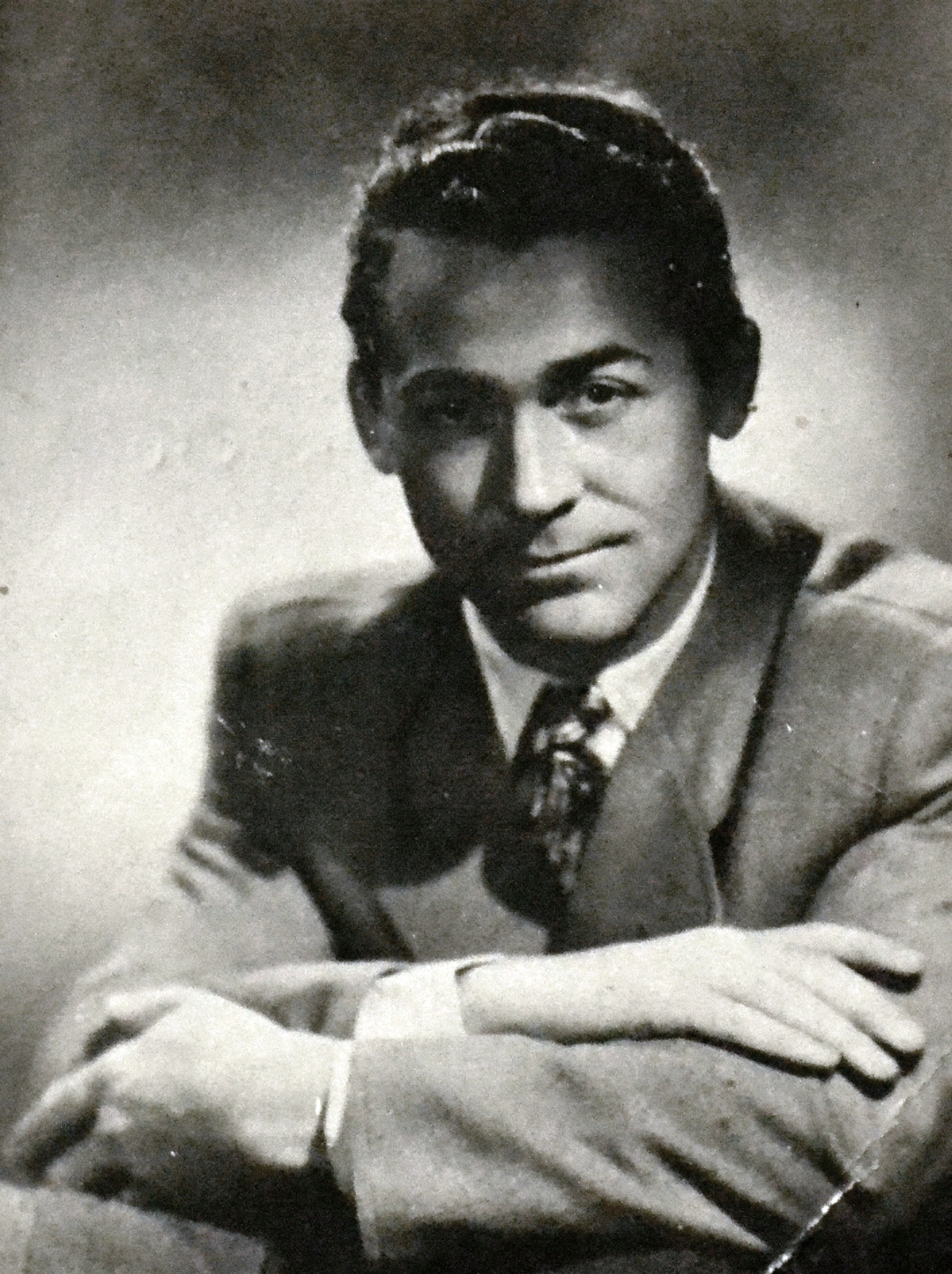
Stanislav Procházka († 2016)

- 1824 – Ignác Jaksch, arciděkan v Horní Polici (* 31. ledna 1754)
- 1885 – Josef Müller, varhaník a skladatel (* 17. února 1817)
- 1886 – Josef Jaroslav Křičenský, obrozenecký spisovatel (* 10. listopadu 1812)
- 1894 – Fanny Neuda, židovská německy píšící spisovatelka (* 1819)
- 1897 – František Chalupa, malíř (* 8. října 1828)
- 1903 – Josef Hanel, teolog, kanovník olomoucké kapituly (* 18. března 1823)
- 1908 – František Pokorný, politik (* 26. srpna 1827)
- 1911 – Josef Vilímek, vydavatel (* 1. dubna 1835)
- 1921 – Bohumil Kučera, fyzik (* 22. března 1874)
- 1998 – Jiří Macelis, československý hokejový reprezentant (* 7. ledna 1923)
- 1929 – Theodor Zuleger, sudetoněmecký politik (* 28. prosince 1858)
- 1939 – Vilém Votruba, československý politik (* 25. února 1870)
- 1940 – Alois Procházka, učitel a archeolog (* 18. května 1875)
- 1943
  - Arnošt Kraus, profesor germanistiky (* 4. listopadu 1859)
  - Josef Volman, podnikatel (* 14. listopadu 1883)
- 1954 – Milan Balcar, hudební skladatel (* 13. prosince 1886)
- 1967 – Vincenc Straňák, katolický kněz, teolog (* 22. května 1894)
- 1972
  - František Penc, ministr hornictví vlád Československa a diplomat (* 7. února 1921)
  - Rudolf Deyl starší, herec (* 6. dubna 1876)
- 1975 – Karel Kuchař, geograf, kartograf a historik kartografie (* 15. dubna 1906)
- 1989 – Petr Nevod, ekonom a spisovatel (* 8. června 1922)
- 2001 – Karel Pichlík, historik (* 2. března 1928)
- 2002 – Zdeněk Bonaventura Bouše, teolog (* 16. května 1918)
- 2005 – Tomáš Vojtěch, jezdec rally (* 30. října 1973)
- 2012 – Dagmar Hochová, fotografka (* 10. března 1926)
- 2015 – Stanislav Gross, politik a právník, mezi lety 2004 a 2005 premiér České republiky (* 30. října 1969)
- 2016 – Stanislav Procházka, zpěvák (* 7. srpna 1919)
- 2020 – Gene Deitch, americký režisér a producent animovaných filmů  (*  8. srpna 1924)

### Svět

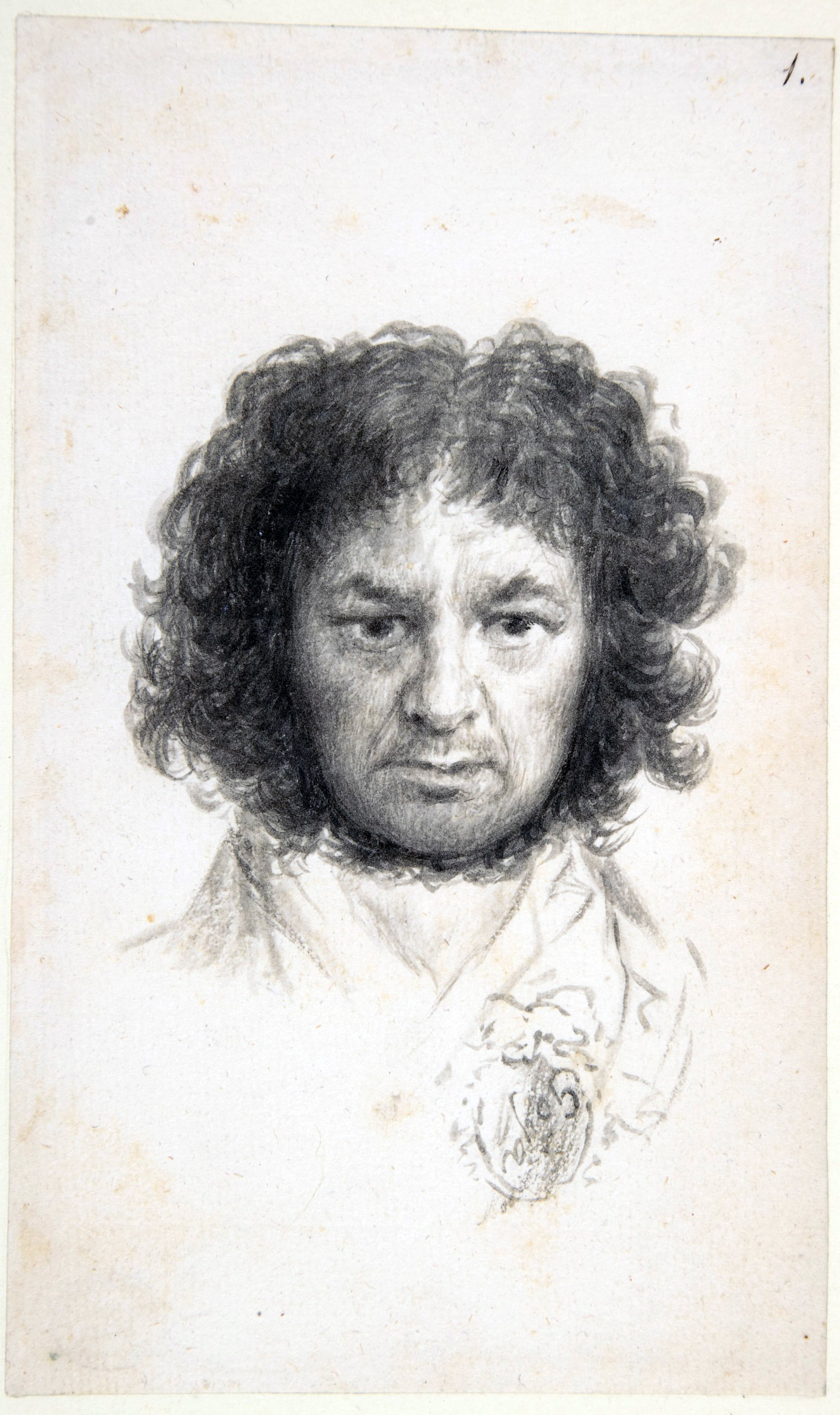
Francisco Goya († 1828)

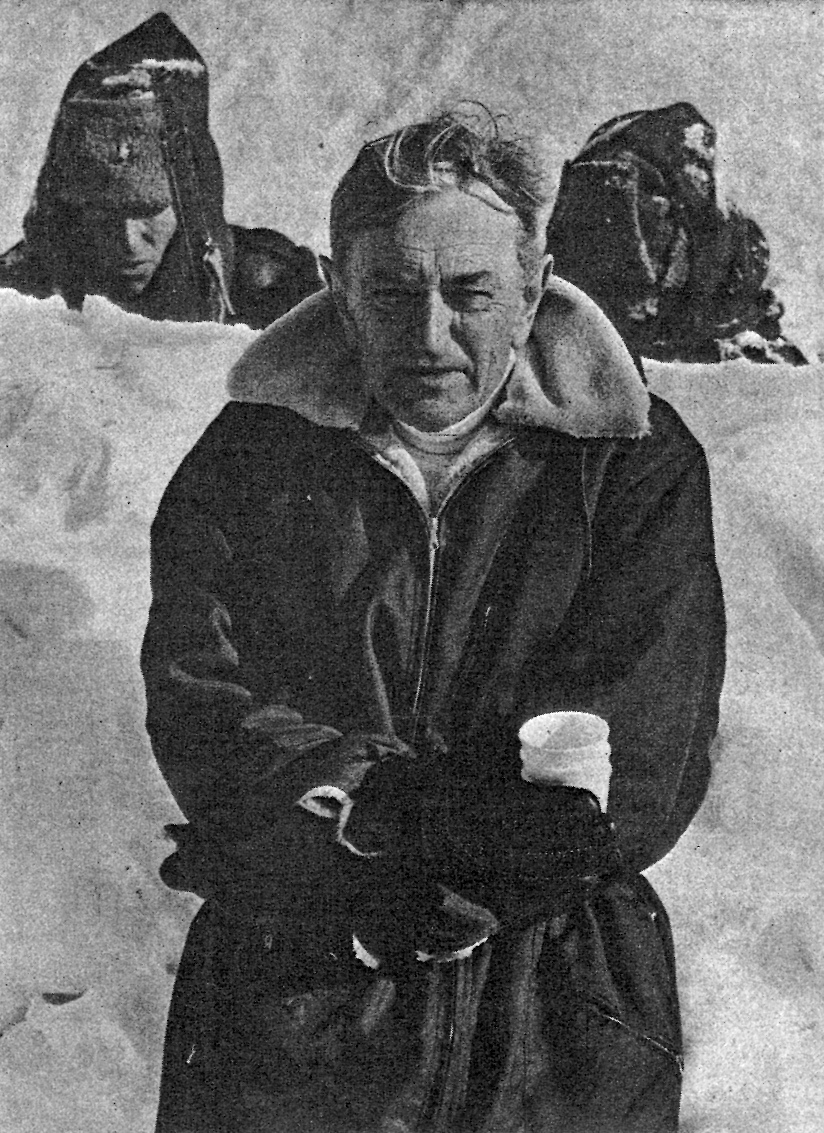
David Lean († 1991)

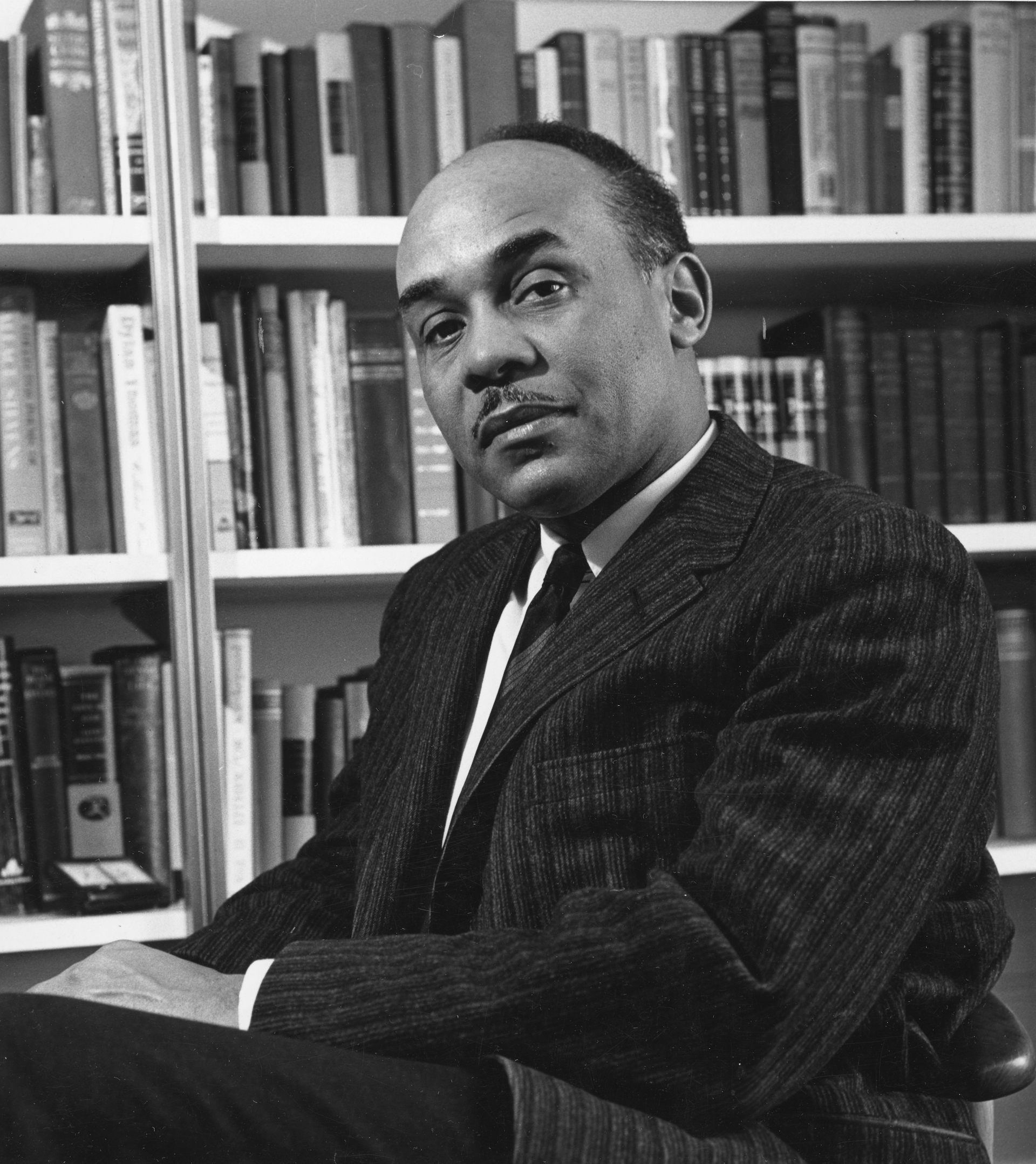
Ralph Ellison († 1994)

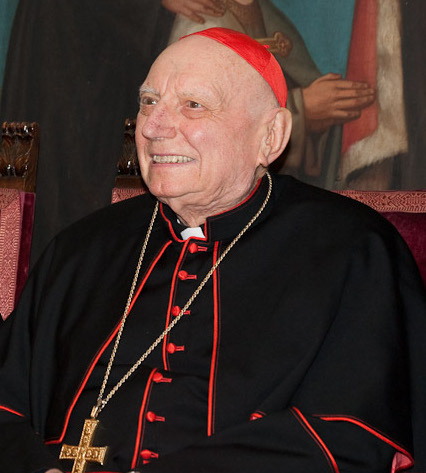
Tomáš Špidlík († 2010)

- 0069 – Otho, římský císař (* 28. dubna 32)
- 1118 – Adéla del Vasto hraběnka sicilská a královna jeruzalémská (* 1072)
- 1198 – Fridrich I. Babenberský, rakouský vévoda (* asi 1175)
- 1694 – Claire-Clémence de Maillé-Brézé, kněžna z Condé a vévodkyně z Fronsacu (* 25. února 1628)
- 1728 – Ján Abrahamffy, slovenský spisovatel (* 1662)
- 1742 – Stefano Benedetto Pallavicini, italský básník a operní libretista (* 21. března 1672)
- 1756 – Şehsuvar Sultan, manželka osmanského sultána Mustafy II. a matka sultána Osmana III. (* 1682)
- 1757 – Daniel Gran, rakouský freskař a malíř (* 22. května 1694)
- 1788 – Georges Louis Leclerc de Buffon, francouzský přírodovědec (* 7. září 1707)
- 1825 – Henry Fuseli, švýcarský malíř (* 7. února 1741)
- 1828 – Francisco Goya, španělský malíř (* 30. března 1746)
- 1852 – Pavel Württemberský, princ württemberský (* 19. ledna 1785)
- 1858 – Johann Baptist Cramer, anglický klavírista a hudební skladatel (* 24. února 1771)
- 1859 – Alexis de Tocqueville, francouzský myslitel a historik (* 29. července 1805)
- 1865 – Anna Hesensko-Darmstadtská, meklenbursko-zvěřínská velkovévodkyně (* 25. května 1843)
- 1871 – Johann von Oppolzer, rakouský lékař (* 4. srpna 1808)
- 1872
  - Adolf von Bonin, pruský generál pěchoty (* 11. listopadu 1803)
  - Anton von Doblhoff-Dier, rakouský politik, ministerský předseda Rakouského císařství (* 10. listopadu 1800)
- 1879 – Bernadette Soubirous, katolická světice z Lurd (* 17. února 1844)
- 1883 – Karel II. Parmský, parmský vévoda a etrurský král (* 22. prosince 1799)
- 1894 – Fanny Neuda, židovská, německy píšící, spisovatelka (* 1819)
- 1896 – Viktor Oskar Tilgner, rakouský sochař a portrétista (* 25. října 1844)
- 1915 – Richard Lydekker, britský přírodovědec (* 25. července 1849)
- 1922 – Ferdinand von Scholz, rakouský voják, důstojník rakousko-uherské armády (* 11. prosince 1856)
- 1923 – Dagobert Peche, rakouský designér (* 3. dubna 1887)
- 1925 – Günther Viktor Schwarzburský, poslední kníže Schwarzbursko-Rudolstadtský (* 21. srpna 1852)
- 1928 – Pavel Axelrod, ruský politik, podnikatel a menševický revolucionář (* 25. srpna 1850)
- 1930 – José Carlos Mariátegui, peruánský novinář a marxistický politik (* 14. června 1894)
- 1931 – Rachel Bluwsteinová, hebrejská básnířka (* 20. září 1890)
- 1933 – Harold Peto, anglický zahradní architekt (* 11. července 1854)
- 1941
  - Hans Driesch, německý biolog (* 28. října 1867)
  - Émile Bernard, francouzský malíř, teoretik umění a spisovatel (* 28. dubna 1868)
- 1944 – Josef von Schenk, ministr spravedlnosti Předlitavska (* 23. srpna 1858)
- 1947
  - Rudolf Höss, německý válečný zločinec, velitel nacistického koncentračního tábora Auschwitz-Birkenau (* 25. listopadu 1900)
  - Franz Werner Bobe, německý katolický kněz, člen řádu maltézských rytířů, konfident pražského gestapa (* 22. února 1902)
- 1957 – Johnny Torrio, italsko-americký mafiánský boss (* únor 1882)
- 1958 – Rosalind Franklinová, anglická biofyzička a chemička (* 25. července 1920)
- 1963 – Račija Ačarjan, arménský lingvista (* 20. března 1876)
- 1964 – Mordechaj Šatner, izraelský politik (* 1904)
- 1966 – Eric Lambert, anglo-australský spisovatel (* 19. ledna 1918)
- 1970 – Richard Neutra, rakousko-americký architekt (* 8. dubna 1892)
- 1972 – Jasunari Kawabata, japonský spisovatel (* 14. června 1899)
- 1974 – Gustave Daladier, francouzský stíhací pilot (* 23. března 1888)
- 1975 – Octav Pancu-Iași, rumunský spisovatel (* 14. dubna 1929)
- 1976 – Ján Arpáš, slovenský fotbalový reprezentant (* 7. listopadu 1917)
- 1979 – Maria Caniglia, italská sopranistka (* 5. května 1905)
- 1988 – José Dolhem, francouzský automobilový závodník (* 26. dubna 1944)
- 1989 – Harald Edelstam, švédský diplomat (* 17. března 1913)
- 1991 – David Lean, britský filmový režisér (* 25. března 1908)
- 1994 – Ralph Ellison, americký spisovatel (* 1. března 1914)
- 1997 – Roland Topor, francouzský výtvarník a spisovatel (* 7. ledna 1938)
- 1996 – Stavros Niarchos, řecký rejdař a miliardář (* 3. července 1909)
- 1998 – Alberto Calderón, argentinský matematik (* 14. září 1920)
- 1999
  - Skip Spence, americký kytarista, zpěvák a bubeník (* 18. dubna 1946)
  - Zoë Lund, americká modelka a herečka (* 9. února 1962)
- 2000 – Nína Björk Árnadóttir, islandská básnířka (* 7. června 1941)
- 2003
  - Janusz Bogdanowski, polský architekt a urbanista (* 16. srpna 1929)
  - Idi Amin, ugandský prezident přezdívaný „Řezník z Kampaly“ (* 17. května 1924 ?)
- 2007 – Liviu Librescu, izraelsko-americký vědec rumunsko-židovského původu (* 18. srpna 1930)
- 2008 – Edward Lorenz, americký matematik a meteorolog, spojený s pojmem motýlí efekt (* 23. května 1917)
- 2009 – Jozef Heriban, slovenský kněz, polyglot, biblista, náboženský spisovatel, misionář (* 7. května 1925)
- 2010
  - Balthasar Burkhard, švýcarský fotograf (* 24. prosince 1944)
  - Tomáš Špidlík, český katolický teolog a kardinál (* 17. prosince 1919)
- 2012
  - Teddy Charles, americký vibrafonista, klavírista a hudební skladatel (* 13. dubna 1928)
  - Sári Barabás, maďarská operní pěvkyně – sopranistka (* 14. března 1914)
  - Alan Hacker, anglický klarinetista a profesor (* 30. září 1938)
  - Jozef Májovský, slovenský botanik (* 10. června 1920)
- 2013
  - Matti Suuronen, finský architekt (* 14. června 1933)
  - Cyril Zálešák, slovenský choreograf, hudebník a folklorista (* 4. února 1920)
- 2014 – Ernst Florian Winter, rakouský historik a politolog (* 16. prosince 1923)
- 2019 – David Lama, rakouský horolezec a sportovní lezec (* 4. srpna 1990)
- 2020 – Luis Sepúlveda, chilský spisovatel, režisér, novinář a politik (* 4. října 1949)
- 2021 – Helen McCroryová, britská herečka (* 17. srpna 1968)
- 2023 – Ahmad Jamal, americký jazzový klavírista a skladatel (* 2. července 1930)

## Svátky

### Česko
- Irena, Irenej, Ireneus
- Bernadeta
- Danica

### Svět
- Slovensko – Dana

| 16. duben v pražském KlementinuÚdaje jsou platné k 29. 4. 2025. | 16. duben v pražském KlementinuÚdaje jsou platné k 29. 4. 2025. | 16. duben v pražském KlementinuÚdaje jsou platné k 29. 4. 2025. |
| minimum                                                         | denní průměr                                                    | maximum                                                         |
| --------------------------------------------------------------- | --------------------------------------------------------------- | --------------------------------------------------------------- |
| −4,7 °C (1852)                                                  | 9,8 °C (od 1961)                                                | 25,6 °C (2025)                                                  |